# Азот (волейбольний клуб)
«Азот», пізніше «Азот-Спартак» — український волейбольний клуб з міста Черкас, заснований 1982 року як спортивний клуб при ВАТ Азот. Однойменна команда клубу виступала в Чемпіонаті СРСР з волейболу і Чемпіонаті України з волейболу. У 2007 році на базі клубу «Азот», який розпався, створили клуб «Імпексагро Спорт Черкаси».

## Здобутки команди
З 1991 по 2008 рік волейбольна команда «Азот» брала участь у Чемпіонаті України та досягала таких результатів:
- Сезон 1995—1996 — бронзовий призер чемпіонату.
- Сезон 1996—1997 — срібний призер чемпіонату та переможець Кубку України.
- Сезон 1997—1998 — бронзовий призер чемпіонату та переможець Кубку України.
- Сезон 1998—1999 — срібний призер чемпіонату.
- Сезон 1999—2000 — Чемпіон України та переможець Кубку України.
- Сезон 2000—2001 — срібний призер чемпіонату та переможець Кубку України.
- Сезон 2001—2002 — срібний призер чемпіонату та 2-ге місце в Кубку України
- Сезон 2002—2003 — бронзовий призер чемпіонату та 2-ге місце в Кубку України, фіналіст Кубка найкращих команд Європи (Нідерланди); до збірної України входять: В. Гулін, С. Середа, Д. Чаус, К. Бакун, Д. Бабков, С. Гуменюк.
- Сезон 2003—2004 — 4-те місце чемпіонату.
- Сезон 2004—2005 — бронзовий призер чемпіонату.
- Сезон 2005—2006 — Чемпіон України.